# Linien (dokumentarfilm)
|  | Denne artikel er oprettet af botten Steenthbot ud fra en ekstern database. Den kan derfor have sproglige fejl eller mangler. Denne skabelon kan fjernes efter kontrol af indholdet. |

Linien er en dansk dokumentarfilm fra 1993 instrueret af Elle-Mie Ejdrup Hansen efter eget manuskript.

## Handling
Videoen handler om de mange bunkere, der i fred og fordragelighed ligger langs den jyske vestkyst. Men deres tilstedeværelse langs kysten henleder samtidig vores opmærksomhed på krig og ødelæggelse. De ligger der som et ekko fra 2. Verdenskrig ...